# Gouvernement Natapei II
Natapei I Natapei III
Le deuxième gouvernement Natapei est le conseil des ministres du Vanuatu issu des élections législatives de 2002.

## Histoire
Le premier gouvernement Natapei est formé en avril 2001, durant la législature 1998-2002, à la suite d'un changement de majorité au Parlement ; il s'agit d'une coalition du Vanua'aku Pati, parti du Premier ministre Edward Natapei, et de l'Union des partis modérés.
Les partis du gouvernement conservent leur majorité parlementaire aux élections de 2002, et le gouvernement est remanié car la Constitution du Vanuatu dispose que seuls des députés peuvent être ministres, héritage du modèle de Westminster.
Dans l'espoir de consolider sa majorité, le Premier ministre remanie profondément son gouvernement en novembre 2003,  écartant l'UPM au profit d'autres partis ; c'est le troisième gouvernement Natapei.

## Composition
La composition du gouvernement est la suivante, :
| Poste                                                          | Titulaire | Titulaire        | Parti |
| -------------------------------------------------------------- | --------- | ---------------- | ----- |
| Premier ministre                                               |           | Edward Natapei   | VP    |
| Vice-Premier ministre Ministre des Affaires étrangères         |           | Serge Vohor      | UPM   |
| Ministre des Finances                                          |           | Sela Molisa      | VP    |
| Ministre des Infrastructures et des Services publics           |           | Willy Posen      | UPM   |
| Ministre de l'Éducation                                        |           | Jacques Sésé     | UPM   |
| Ministre de la Santé                                           |           | Donald Kalpokas  | VP    |
| Ministre du Développement des entreprises autochtones          |           | Nicholas Brown   | VP    |
| Ministre des Affaires foncières et des Mines                   |           | Jacklyn Reuben   | VP    |
| Ministre de l'Agriculture, de la Sylviculture et des Pêcheries |           | Stephen Kalsakau | UPM   |
| Ministre de l'Intérieur                                        |           | Joe Natuman      | VP    |
| Ministre du Programme de réforme en profondeur                 |           | Philip Boedoro   | VP    |
| Ministre des Industries et du Commerce                         |           | Jean-Alain Mahé  | UPM   |
| Ministre de la Jeunesse et des Sports                          |           | Raphael Worwor   | UPM   |